# Slogan degli Stati federati degli Stati Uniti d'America
Questo elenco include gli slogan utilizzati - attualmente e nel passato - nelle informazioni pubbliche (e.g.: cartelli stradali, siti internet, pubblicità, etc.) da parte degli Stati federati degli Stati Uniti d'America. La maggior parte degli Stati crea ed usa tali slogan per le attività promozionali turistiche. In alcuni casi gli stessi slogan sono riportati sulle targhe automobilistiche e sulle monete commemorative da 50 centesimi, il cui verso è stato coniato con un'effigie specifica per ogni singolo Stato.
Gli slogan qui elencati non devono essere confusi con i motti ufficiali di ogni Stato, né con i soprannomi in uso per ogni Stato.
| Stato | Slogan |
| --- | --- |
| Alabama | Share The Wonder |
| Alabama | Alabama the beautiful |
| Alabama | Sweet Home Alabama |
| Alaska | North to the Future |
| Arizona | The Grand Canyon State (anche sulle targhe automobilistiche dello Stato)                                                                                        |
| Arkansas | The Natural State (dal 1987; presente anche sulle targhe automobilistiche)                                                                                      |
| Arkansas | Land of Opportunity (1953-1987) |
| Arkansas | The Wonder State (1923-1953) |
| California | The Golden State |
| California | Find Yourself Here |
| Colorado | Colorful Colorado (sulle targhe automobilistiche nei periodi: 1950-1955, 1958–1959, 1973–1974)                                                                  |
| Colorado | Enter a Higher State |
| Colorado | Pike's Peak or Bust (1858–1861) |
| Colorado | Rocky Mountain High (canzone dello Stato scritta nel 1973) |
| Colorado | Where the Columbines Grow (canzone dello Stato scritta nel 1896)                                                                                                |
| Connecticut | |
| CONNECTicut (usato nella promozione turistica)                                                                              | |
| Constitution State | |
| Nutmeg State | |
| (in precedenza) We're full of surprises (più tardi: Full of Surprises) (ancora usata nei cartelli di benvenuto dello Stato) | |
| You Belong in ConneCTicut                                                                                                   | |
| (in precedenza) Better yet, Connecticut                                                                                     | |
| Still Revolutionary | |
| Delaware | It's Good Being First (il Delaware fu il primo Stato a ratificare la Costituzione degli U.S.A)                                                                  |
| Delaware | (in precedenza) Small Wonder |
| Delaware | (in precedenza) Smaller, Faster, Smarter. |
| Delaware | (in precedenza) The First State. |
| Distretto di Columbia | The American Experience |
| Distretto di Columbia | Taxation without Representation (anche sulle targhe automobilistiche dello Stato)                                                                               |
| Distretto di Columbia | (in precedenza) Celebrate & Discover |
| Florida | Sunshine State (in precedenza:The Land of Good Living) |
| Georgia | Georgia on My Mind (anche canzone dello Stato) (in alternativa, sul cartello di benvenuto dello Stato, c'è "We're glad Georgia's on your mind")                 |
| Hawaii | The Islands of Aloha |
| Idaho | Great Potatoes. Tasty Destinations. |
| Idaho | (in precedenza) Famous Potatoes (anche sulle targhe automobilistiche dello Stato)                                                                               |
| Illinois | Mile After Magnificent Mile |
| Illinois | Right Here. Right Now. |
| Illinois | The Land of Lincoln |
| Iowa | Life Changing |
| Iowa | Fields of Opportunities (in precedenza) You make me smile (in precedenza) Is this heaven?                                                                       |
| Indiana | Restart Your Engines (fai partire il tuo motore, in relazione alla 500 Miglia di Indianapolis) (in precedenza) Enjoy Indiana                                    |
| Indiana | Crossroads of America |
| Kansas | There's No Place Like Home (citazione da Il Mago di Oz) |
| Kansas | Kansas, as big as you think |
| Kansas | (in precedenza) Simply Wonderful |
| Kansas | (in precedenza) Land of Ahhs (pronunciato come Land of Oz, cioè Terra di Oz)                                                                                    |
| Kentucky | Unbridled Spirit (anche sulle targhe automobilistiche dello Stato)                                                                                              |
| Kentucky | (in precedenza) It's That Friendly |
| Kentucky | (in precedenza) Where Education Pays |
| Louisiana | Fall in love with Louisiana all over again |
| Louisiana | Come as you are. Leave Different. |
| Louisiana | Sportsman's Paradise (anche sulle targhe automobilistiche dello Stato)                                                                                          |
| Maine | Worth A Visit, Worth A Lifetime |
| Maine | The Way Life Should Be |
| Maine | Where America's Day Begins (riportato anche su alcune patenti, il Maine costituisce l'estremità orientale degli Stati Uniti)                                    |
| Maine | Vacationland (anche sulle targhe automobilistiche dello Stato)                                                                                                  |
| Maine | It must be Maine |
| Maine | There's More to Maine |
| Maryland | Maryland of Opportunity |
| Maryland | (in precedenza) Seize the Day Off |
| Maryland | (in precedenza) America in Miniature |
| Maryland | (in precedenza) More Than You Can Imagine |
| Massachusetts | Make It Yours |
| Massachusetts | (in precedenza) Take a Real Vacation |
| Massachusetts | The Spirit of America (anche sulle targhe automobilistiche dello Stato, nonché canzone, non ufficiale, dello Stato)                                             |
| Michigan | Pure Michigan (negli slogan pubblicitari) and Getting The Upper Hand (per promozione di carattere commerciale)                                                  |
| Michigan | (in precedenza) Say Yes to Michigan |
| Michigan | (in precedenza) Great Lakes, Great Times; More To See. |
| Michigan | Water Winter Wonderland, Great Lakes State (anche sulle targhe automobilistiche dello stato)                                                                    |
| Minnesota | Explore Minnesota |
| Minnesota | Land of 10,000 Lakes |
| Mississippi | Feels Like Coming Home |
| Mississippi | The South's Warmest Welcome |
| Missouri | Show Me State (anche sulle targhe automobilistiche dello stato)                                                                                                 |
| Missouri | Enjoy the Show (Tourism) |
| Missouri | The Cave State |
| Missouri | (in precedenza) Where The Rivers Run |
| Montana | The Last Best Place |
| Montana | Big Sky Country (anche sulle targhe automobilistiche dello stato)                                                                                               |
| Montana | Get Lost in Montana |
| Nebraska | Possibilities..Endless |
| Nebraska | The Good Life |
| Nevada | Wide Open |
| Nevada | Battle Born |
| Nevada | Home Means Nevada |
| Nevada | The Silver State |
| New Hampshire | You're Going to Love it Here |
| New Hampshire | Live Free or Die (anche sulle targhe automobilistiche dello stato)                                                                                              |
| New Jersey | Come See For Yourself (dal 2006) |
| New Jersey | The Garden State (anche sulle targhe automobilistiche dello stato)                                                                                              |
| New Jersey | (in precedenza) What a Difference a State Makes |
| New Jersey | (in precedenza) New Jersey and You: Perfect Together |
| New Jersey | Stronger than the Storm |
| Nuovo Messico | Everybody is Somebody in New Mexico |
| Nuovo Messico | Red or Green |
| New York | I Love New York (anche canzone ufficiale dello stato) |
| New York | The Empire State (anche sulle targhe automobilistiche dello stato)                                                                                              |
| Carolina del Nord | A Better Place to Be |
| Carolina del Nord | First in Flight (anche sulle targhe automobilistiche; in relazione alla rivalità con l'Ohio per il primo volo dei fratelli Wright)                              |
| Dakota del Nord | Legendary |
| Ohio | So Much to Discover |
| Ohio | Birthplace of Aviation (anche sulle targhe automobilistiche dello Stato; in relazione alla rivalità con il Nord Carolina per il primo volo dei fratelli Wright) |
| Ohio | Birthplace of Aviation Pioneers (sulla moneta da 50 centesimi dello Stato; in relazione ai fratelli Wright, John Glenn, e Neil Armstrong)                       |
| Ohio | (in precedenza) The Heart of It All |
| Oklahoma | (in precedenza) Oklahoma is OK (in precedenza, anche sulle targhe automobilistiche dello Stato)                                                                 |
| Oklahoma | Native America (anche sulle targhe automobilistiche) |
| Oregon | We Love Dreamers (dal 2003) |
| Oregon | Things Look Different Here (1987 - 2003) |
| Oregon | Pacific Wonderland (sulle targhe automobilistiche dello Stato nel periodo 1959 - 1966)                                                                          |
| Pennsylvania | State of Independence |
| Pennsylvania | (in precedenza) Memories Last a Lifetime |
| Pennsylvania | You've Got a Friend in Pennsylvania |
| Pennsylvania | America Starts Here |
| Porto Rico | Puerto Rico Does it Better, La isla del encanto tradotto anche in inglese: Island of Enchantment (anche sulle targhe automobilistiche)                          |
| Rhode Island | Unwind The Ocean State (in precedenza) Hope |
| Carolina del Sud | Smiling Faces. Beautiful Places. (anche su una delle due tipologie di targa automobilistica dello Stato)                                                        |
| Dakota del Sud | Great Faces. Great Places. |
| Tennessee | Tennessee- America at its best |
| Tennessee | (in precedenza) Sounds Good to Me (in precedenza sulle targhe automobilistiche dello Stato)                                                                     |
| Tennessee | (in precedenza) Follow Me To Tennessee |
| Texas | It's Like a Whole Other Country (usata solo all'interno dello Stato)                                                                                            |
| Texas | (formerly) Deep in the Heart of Texas (ora è utilizzato il più popolare Don't Mess With Texas)                                                                  |
| Texas | State of the Arts (posto su targhe automobilistiche speciali)                                                                                                   |
| Texas | Every thing's bigger in Texas |
| Texas | The Lone Star State (posto anche sulle targhe automobilistiche)                                                                                                 |
| Utah | This Is Still The Right Place |
| Utah | Life Elevated (anche sulle targhe automobilistiche dello Stato)                                                                                                 |
| Utah | Greatest Snow on Earth |
| Utah | Utah! Where Ideas Connect |
| Vermont | Vermont, naturally |
| Vermont | The Green Mountain State |
| Vermont | (in precedenza) I LoVermont |
| Virginia | Virginia is for Lovers (ultimamente accompagnata dal recente: Live Passionately)                                                                                |
| Washington | Say WA! (il codice postale dello Stato è WA) |
| Washington | (in precedenza) Experience Washington |
| Virginia Occidentale | Wild and Wonderful (anche sulle targhe automobilistiche come Wild, Wonderful)                                                                                   |
| Virginia Occidentale | (in precedenza) Open for business |
| Virginia Occidentale | (in precedenza) Almost Heaven |
| Wisconsin | Live like you mean it |
| Wisconsin | America's Dairyland (anche sulle targhe automobilistiche dello Stato)                                                                                           |
| Wisconsin | (in precedenza) Life's so good |
| Wisconsin | (in precedenza) Escape to Wisconsin |
| Wisconsin | (in precedenza) Stay just a little bit longer |
| Wisconsin | (in precedenza) You're among friends |
| Wyoming | Like No Place on Earth |
| Wyoming | Forever West (anche sulle targhe automobilistiche dello Stato)                                                                                                  |